# Bandspets

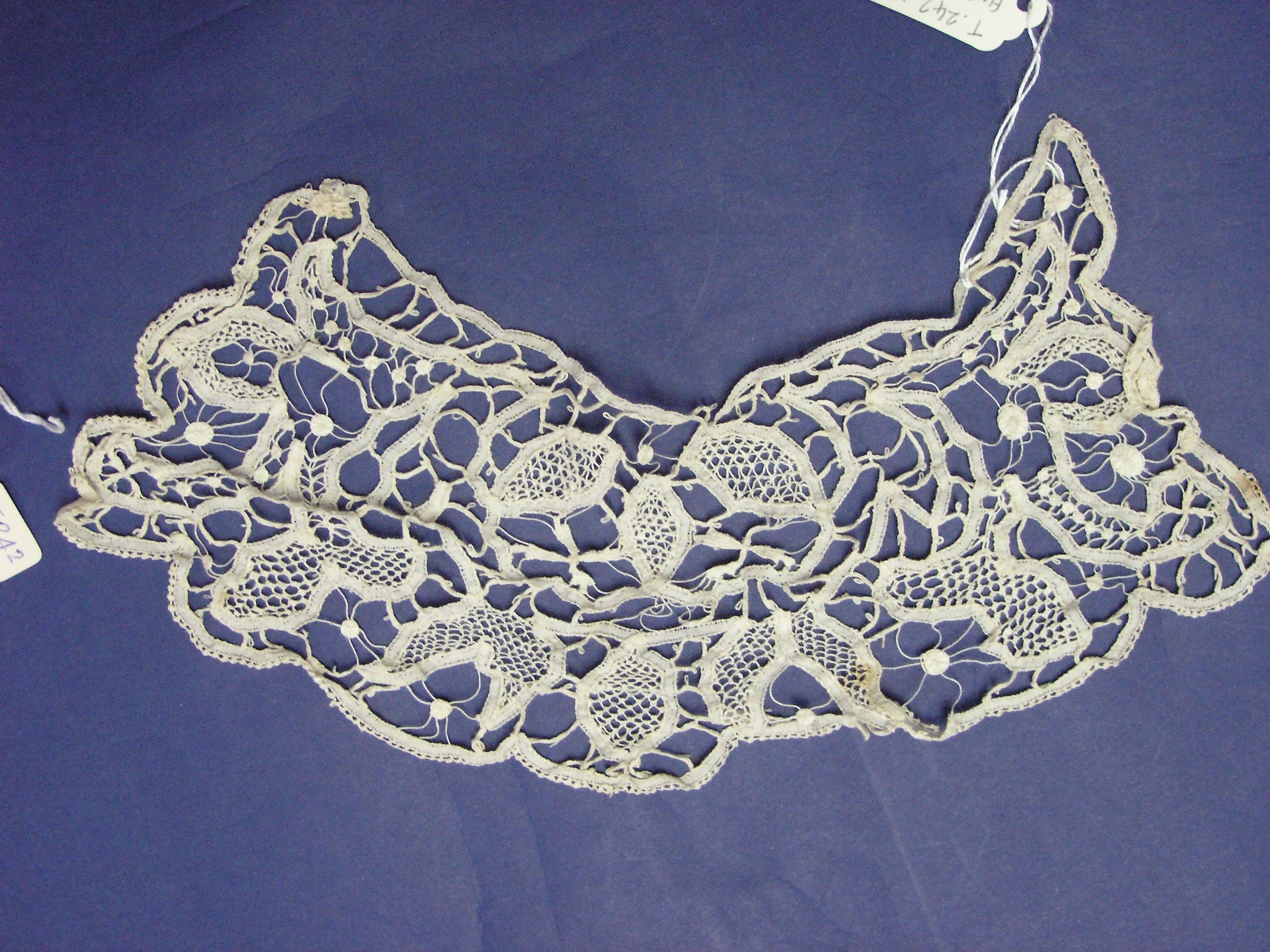
Ett exempel på bandspets.

En bandspets är en knypplad spetstyp vars motiv formas av smala bandslingor i vävslag som hålls ihop av brider. Sådana spetsar var mycket populära på 1600-talet. Bland de vanligaste bandspetsarna återfinns den ryska Idraspetsen.